# Tông Dầu mè
Tông Dầu mè (danh pháp khoa học: Jatropheae) là một tông trong phân họ Crotonoideae của họ Euphorbiaceae. Nó bao gồm 8 chi.

## Phân loại
Tám chi trong tông này là:
- Annesijoa
- Deutzianthus
- Jatropha
- Joannesia
- Leeuwenbergia
- Loerzingia
- Oligoceras
- Vaupesia